# 花園橋 (北京)

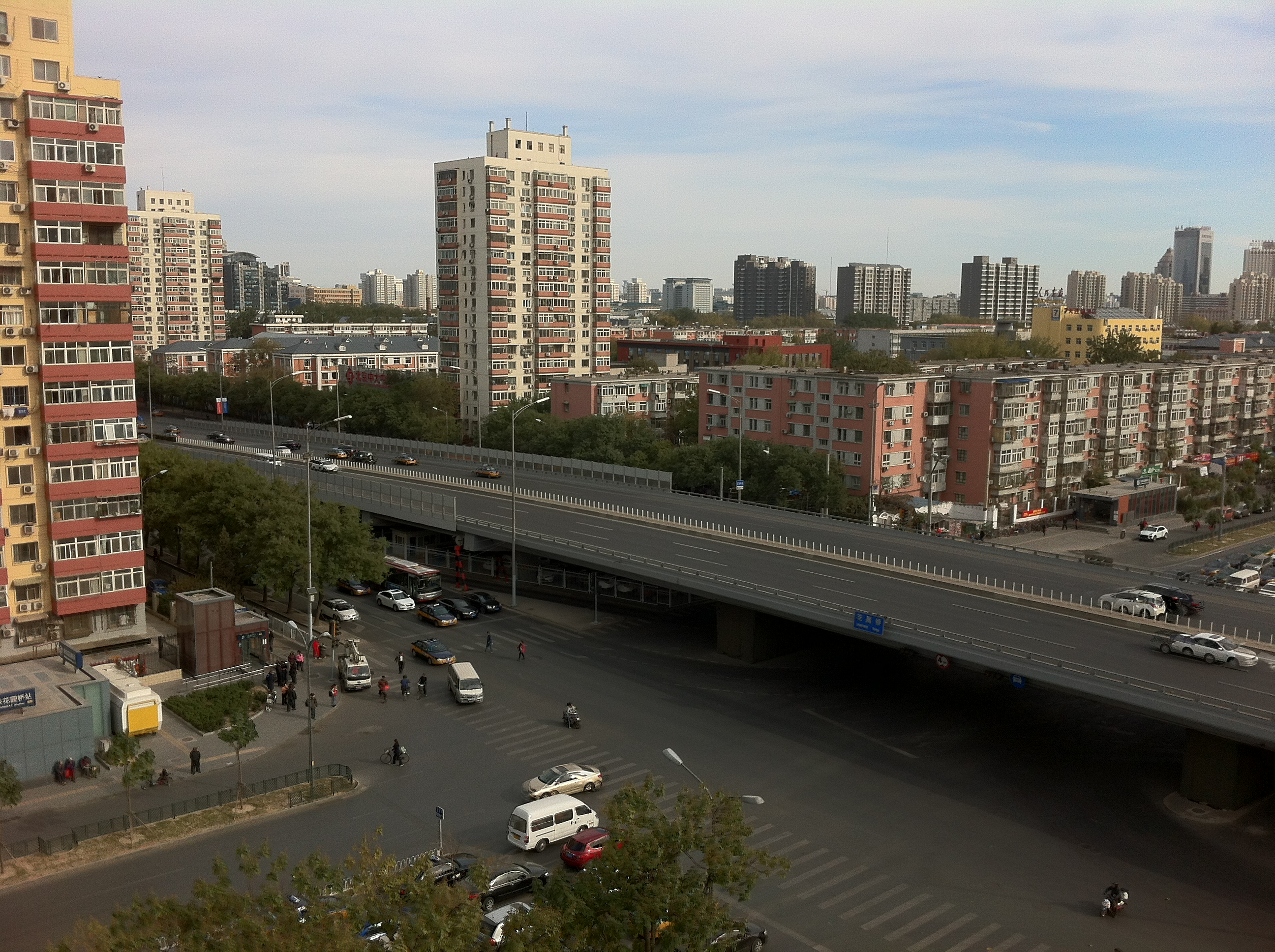
交差点の南西に位置する首都師範大学から撮影した花園橋

花園橋（かえんきょう、簡体字中国語: 花园桥、ピンイン表記: Huayuanqiao）は、中華人民共和国の北京市海淀区にある橋。東西方向に走る玲瓏路―車公荘西路と南北方向に走る西三環北路が交差する地点に設けられた、立体交差の橋である。桁橋構造であり、橋の上には西三環北路の本線が走っている。橋の全長は380メートル、幅は28.5メートルであり、1994年に建造された。この橋が架かる交差点の地下には、北京地下鉄の花園橋駅がある。